# Fabio Frizzi
Pour les articles homonymes, voir Frizzi.
Fabio Frizzi, né le 2 juillet 1951 à Bologne (Émilie-Romagne), est un compositeur italien.

## Biographie
Il a beaucoup collaboré avec le réalisateur Lucio Fulci. Il est le frère de l'animateur de télévision Fabrizio Frizzi.

## Filmographie non exhaustive
- 1968 : Et maintenant, recommande ton âme à Dieu (Ed ora... raccomanda l'anima a Dio!) de Demofilo Fidani
- 1974 : Amour libre (Amore libero) de Pier Ludovico Pavoni
- 1975 : Si ce n'est toi, c'est donc ton frère (Carambola, filotto... tutti in buca) de Ferdinando Baldi
- 1975 : Giro girotondo... con il sesso è bello il mondo (it) d'Oscar Brazzi
- 1975 : Les Quatre de l'apocalypse de Lucio Fulci
- 1975 : Il cav. Costante Nicosia demoniaco ovvero: Dracula in Brianza de Lucio Fulci
- 1975 : Profession garde du corps (Vai gorilla) de Tonino Valerii
- 1975 : Pendez-le par les pieds (Get Mean) de Ferdinando Baldi
- 1975 : La Pécheresse (La peccatrice) de Pier Ludovico Pavoni
- 1976 : La Grande Débandade (Le avventure e gli amori di Scaramouche) d'Enzo G. Castellari
- 1976 : Annie ou la Fin de l'innocence (La fine dell'innocenza) de Massimo Dallamano
- 1976 : Il secondo tragico Fantozzi de Luciano Salce
- 1976 : Geometra Prinetti selvaggiamente Osvaldo (it) de Ferdinando Baldi
- 1976 : L'Autre Côté de la violence (Roma, l'altra faccia della violenza) de Marino Girolami
- 1976 : Tutto suo padre (it) de Maurizio Lucidi
- 1976 : Fièvre de cheval (Febbre da cavallo) de Steno
- 1976 : L'ultima volta d'Aldo Lado
- 1977 : Opération K (Operazione Kappa: sparate a vista) de Luigi Petrini
- 1977 : L'Emmurée vivante (Sette note in nero) de Lucio Fulci
- 1977 : La sorprendente eredità del tontodimammà (it) de Roberto Bianchi Montero
- 1977 : Melodrammore (it) de Maurizio Costanzo
- 1977 : Delirio d'amore de Tonino Ricci
- 1977 : Ring (film, 1977) (it) de Luigi Petrini
- 1978 : Selle d'argent (Sella d'argento) de Lucio Fulci
- 1979 : Amanti miei (it) d'Aldo Grimaldi
- 1979 : L'Enfer des zombies (Zombi 2) de Lucio Fulci
- 1980 : La Guerre des gangs (Luca il contrabbandiere) de Lucio Fulci
- 1980 : Frayeurs (Paura nella città dei morti viventi) de Lucio Fulci
- 1980 : Prestami tua moglie de Giuliano Carnimeo
- 1981 : L'Au-delà (E tu vivrai nel terrore - L'aldilà) de Lucio Fulci
- 1982 : Vieni avanti cretino de Luciano Salce
- 1982 : La Malédiction du pharaon (Manhattan Baby) de Lucio Fulci
- 1982 : Adorables Infidèles (it) (Giovani, belle... probabilmente ricche) de Michele Massimo Tarantini
- 1982 : Crime au cimetière étrusque (Assassinio al cimitero etrusco) de Sergio Martino
- 1982 : La Gorille (it) (La gorilla) de Romolo Guerrieri
- 1984 : Se tutto va bene siamo rovinati de Sergio Martino
- 1984 : Crime en Formule 1 (Delitto in Formula Uno) de Bruno Corbucci
- 1984 : Rolf l'Exterminateur de Mario Siciliano
- 1984 : Blastfighter de Lamberto Bava
- 1984 : Pas folle, le flic de Bruno Corbucci
- 1984 : Le Monstre de l'océan rouge (Shark - Rosso nell'oceano) de Lamberto Bava
- 1986 : Sensi de Gabriele Lavia
- 1986 : Aladdin (Superfantagenio) de Bruno Corbucci
- 1990 : Un gatto nel cervello de Lucio Fulci
- 1999 : Fantozzi 2000 – La clonazione de Domenico Saverni (it)
- 2009 : Beware of Darkness[2] (court-métrage) de Guillaume Beylard et Nima Rafighi
- 2010 : Fratelli Benvenuti (série télévisée)
- 2011 : La ragazza americana (it) (série télévisée) de Vittorio Sindoni
- 2016 : Abbraccialo per me (it) de Vittorio Sindoni
- 2018 : Puppet Master: The Littlest Reich de Sonny Laguna et Tommy Wiklund
- 2020 : Castle Freak de Tate Steinsiek
- 2024 : Flaminia de Michela Giraud